# Fritz Busch
Fritz Busch (født 13. marts 1890, død 14. september 1951) var en tysk dirigent med stor betydning for dansk musikliv. Hans erindringer "Aus dem Leben eines Musikers" ("Af en musikers liv", Jespersen og Pios Forlag, 1961) giver et indtagende billede af en stor kunstners liv i en farlig tid og forklarer den velvilje danskerne følte for Busch. 